# Чорниш Костянтин Іванович
Костянтин (Кость) Іванович Чорниш (нар. 1893, Освенцим, нині Малопольське воєводство, Республіка Польща – пом. 1920, с. Тростянець, нині селище Тростянець, Гайсинський район, Вінницька область) – громадський діяч, есперантист, військовик, старшина Української Галицької Армії.

## Життєпис
Костянтин (Кость) Іванович Чорниш народився в 1893 р. в м. Освенцим у сім’ї вчителя народної школи Івана Чорниша. Згодом проживав у с. Грушів (нині Яворівської міської територіальної громади Яворівського району Львівської області), де батько працював у двокласній школі до Першої світової війни. Навчався у Коломийській українській державній гімназії, яку закінчив 1912 р.
З початком Першої світової війни мобілізований до австро-угорської армії і воював у 36-му піхотному полку Крайової оборони. 1 травня 1915 р. іменований хорунжим резерву. У липні 1915 р. отримав поранення на російському фронті.
Після розпаду Австро-Угорської імперії і проголошення  ЗУНР у листопаді 1918 р. зголосився до служби в Коломийській Окружній Військовій Команді. Воював у складі 2-го корпусу Української Галицької Армії і разом з нею перейшов за р. Збруч, 1 серпня 1919 р. іменований чотарем. Помер від тифу в с. Тростянець (нині селище міського типу Тростянець Гайсинського району Вінницької області), місце поховання невідоме.

## Есперантська діяльність
Міжнародну мову есперанто почав вивчати з 1908 р. Належав до засновників Крайового товариства українських есперантистів «Esperanto-societo Progreso» в Коломиї. Був дописувачем до есперантського часопису «Ukraina Stelo – Зоря України», зокрема знайомив читачів з патріотично-виховною діяльністю українського спортивно-пожежно-руханкового товариства «Січ», заснованого К. Трильовським.